# تراث شعبي فلسطيني

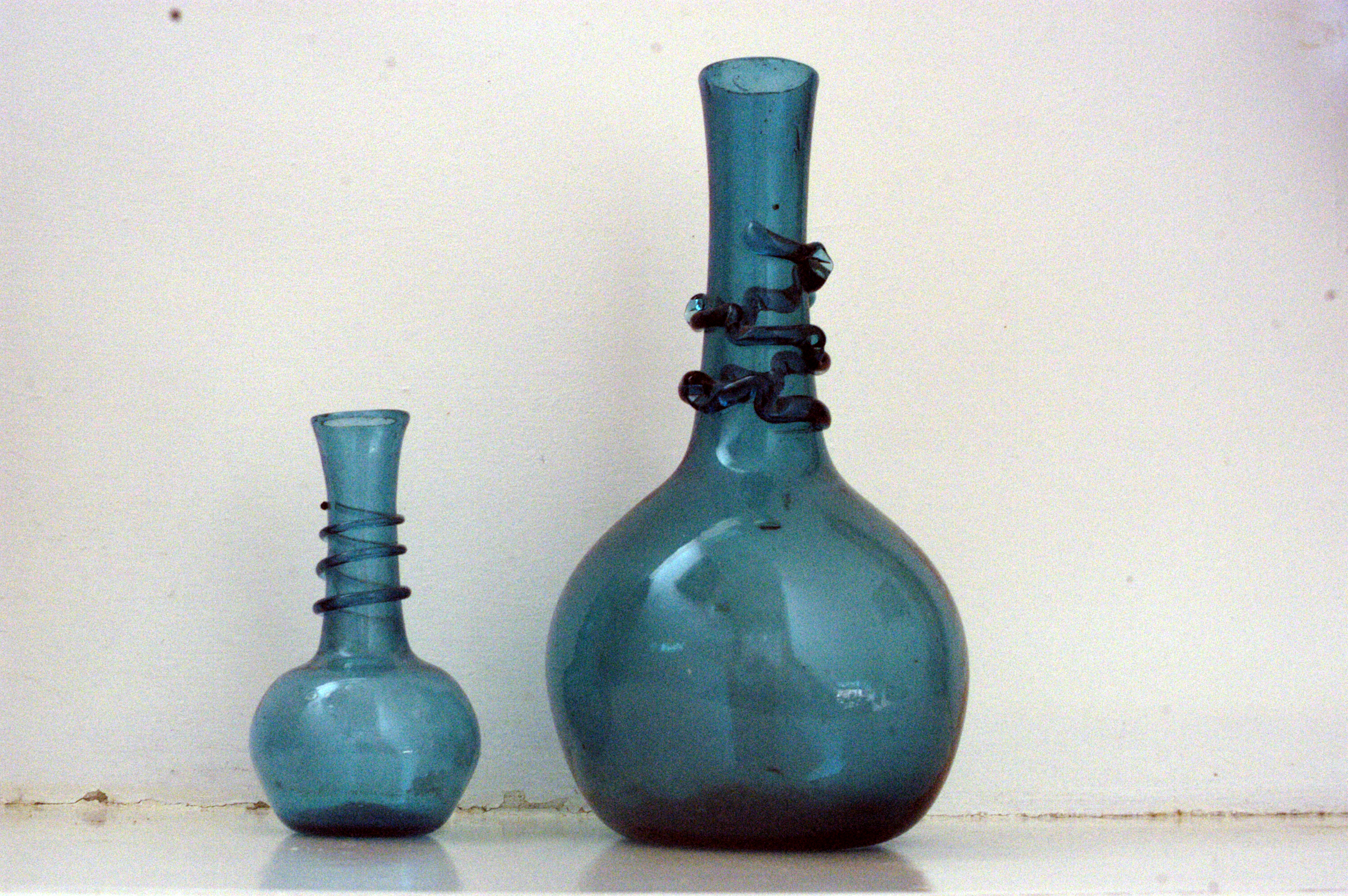
صناعة الزجاج في مدينة الخليل

التراث الشعبي الفلسطيني، أو التراث الفلسطيني، هو كل ما وصل من الأجداد الفلسطينيين القدامى ومن سبقهم من تراث شعبي، وبما في ذلك الكتب والأفكار والملابس والأدوات المستعملة، والفنون والعمارة والآداب، والقيم والأقوال المأثورة والحكايات، والتقاليد والممارسات اليومية.

## التاريخ
التراث الشعبي هو كل الأشياء التي يتوارثها الأجيال عن الأجيال التي تسبقها وكل ما يصل هذه الأجيال. وهو الهوية الحضارية التي تصرح عن تاريخ الشعوب وآدابهم وفنونهم.
اكتسب الإنسان الفلسطيني منذ العصور القديمة صّور من التراث الشعبي والتاريخ المعنوي والمادي للحضارات، تمثّل ذلك في مبانيها الأثرية، ومواقعها القديمة، وقطعها الثمينة، وحكاياتها الشعبية، والكثير من الممارسات والفنون والمعتقدات.

## أقسام التراث الشعبي الفلسطيني
يتمثل التراث الشعبي الفلسطيني في الصناعات الحرفية التقليدية، كالممارسات الشعبية المتعلقة بإنتاج زيت الزيتون والصابون. والعمائر الدينية كالمساجد والكنائس ودور العلم والأضرحة والزوايا والخانقاهات والتكايا وعمائر أخرى كالقصور والمنازل والأسواق والخانات والمراكز الصحية والحمامات والسبلان. كما يعتبر المطبخ الفلسطيني جزءاً لا يتجزأ من التراث الشعبي بكل بأدواته المختلفة كالطابون وحجر الرحى والأدوات النحاسية والجرار وأماكن التخزين. ويضاف لذلك أدوات النسج والغزل والحياكة والتطريز كأدوات غزل الخيوط وأدوات الحياكة، والثوب الفلسطيني الذي يعتبر اللباس التقليدي الفلسطيني القمباز بما في ذلك من زينة الرأس والوجه واليدين والقدمين.

### الأزياء الشعبية

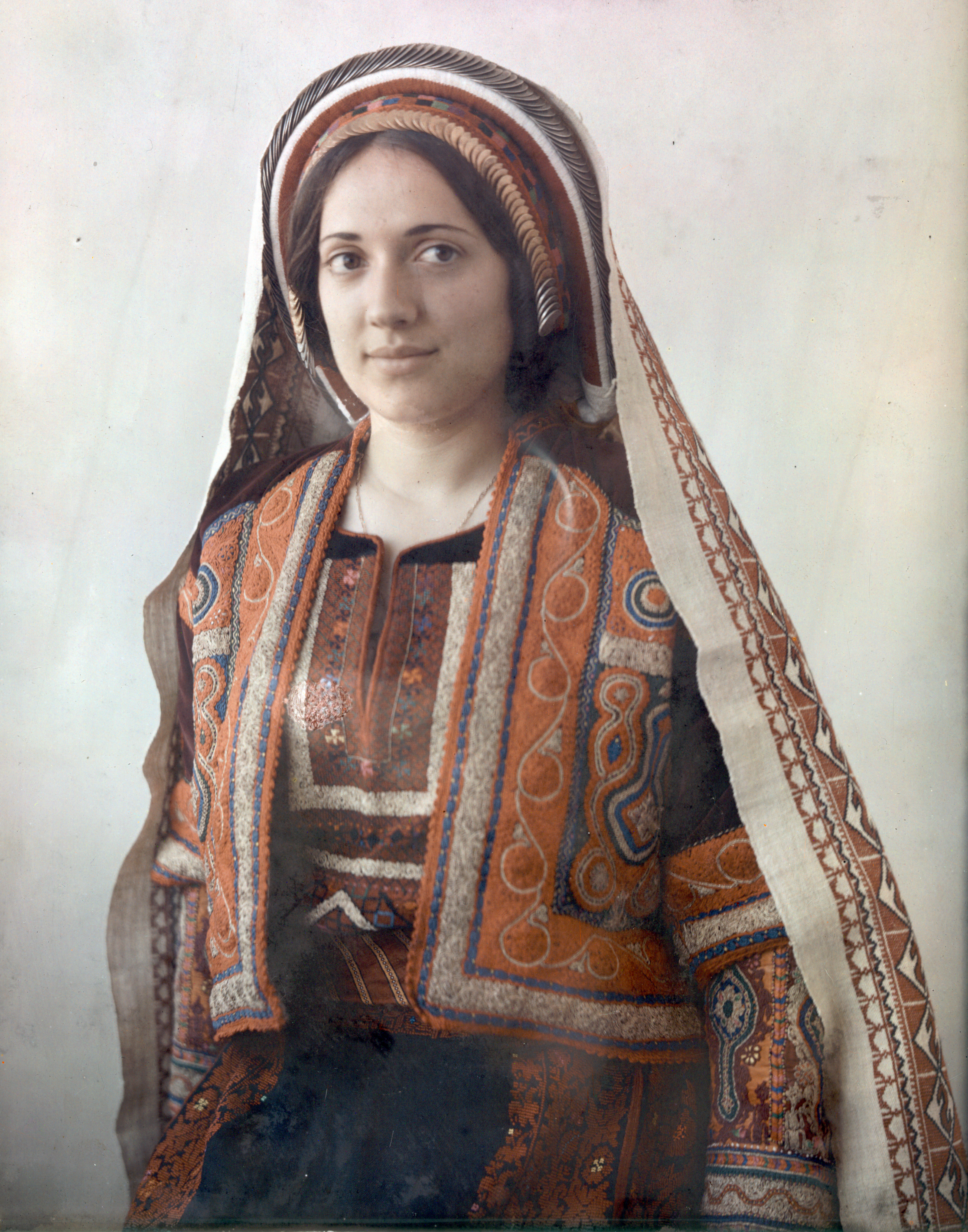
ثوب فلسطيني تراثي

تتميز أزياء النساء بالثوب الفضفاض ذي الأكمام الطويلة، والثوب الفلسطيني يُطرّز يدويًا بألوان عدة. أما أزياء الرجال فهي عبارة عن قمباز وثوب مصنوع من البروكار ومفتوح من الأمام. وتعدّ الكوفية الفلسطينية من عناصر الأزياء التراثية المهمة في فلسطين.

### الفنون
يتناقل الناس الأمثال الشعبية شفهياً جيلاً بعد جيل، ويكون قائل الأمثال الشعبية عادةً مجهولًا.
الدبكة: تتميز الألحان الفلسطينية بسيطرة المجوز واليرغول والشبابة، وتصحبها الطبول. وتتنوع الدبكات لتشمل دبكة دلعونا، والدحيّة، وتكثر هذه الدبكات في الأعراس والمناسبات، وتعد تعبيرًا مهمًا عن التمسك بالهوية الفلسطينية. أما الأغاني الشعبية فتمتاز عادةً بأن مؤلفها مجهول كحال الأمثال الشعبية، إذ يتناقل اللحن عبر الأجيال. ومن أنواع الغناء التراثي في فلسطين العتابا، والميجانا، والدلعونا، وتتشابه هذه الألحان في بلاد الشام .

## صور من التراث الشعبي الفلسطيني

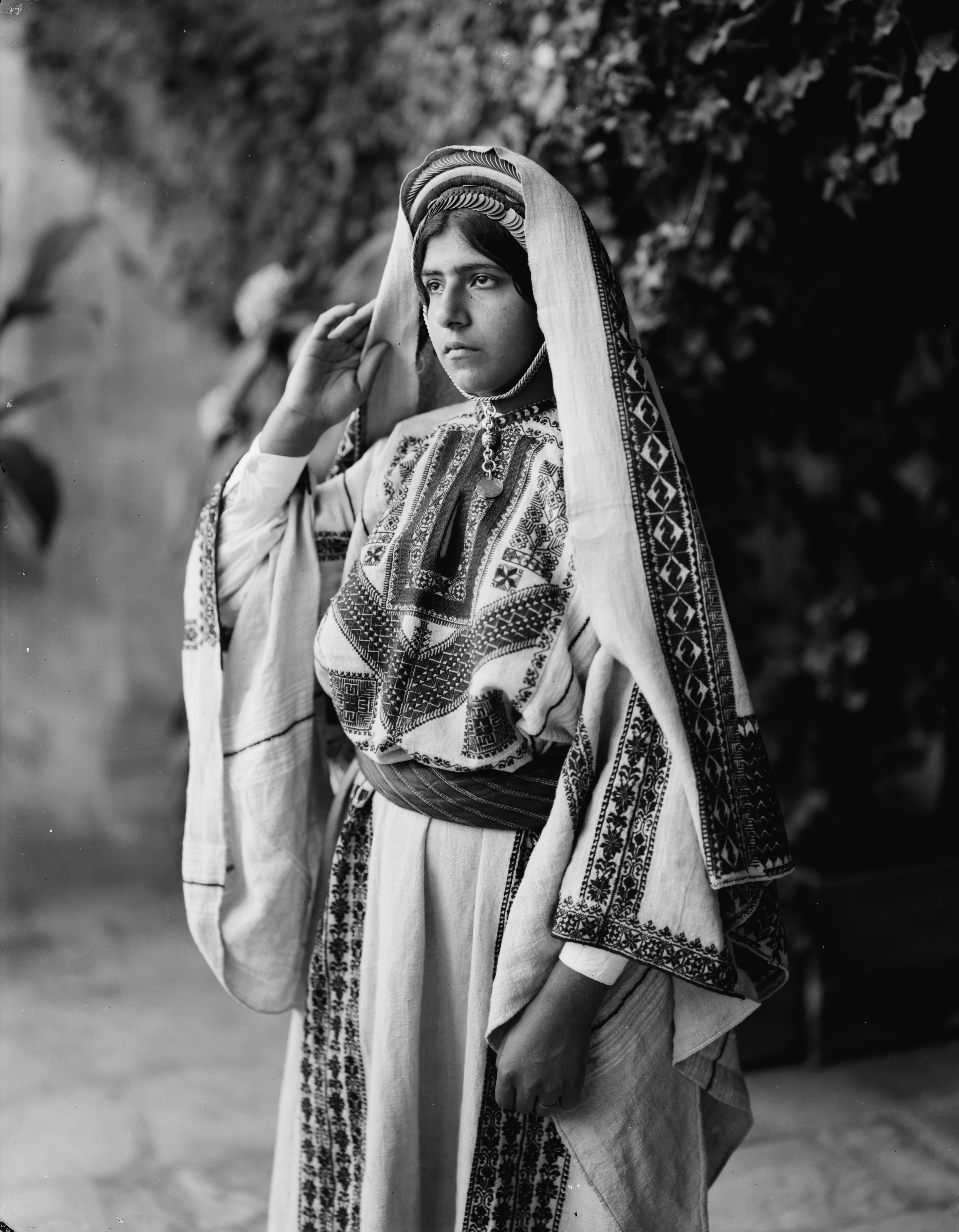
لباس شعبي لسيدة فلسطينية من رام الله
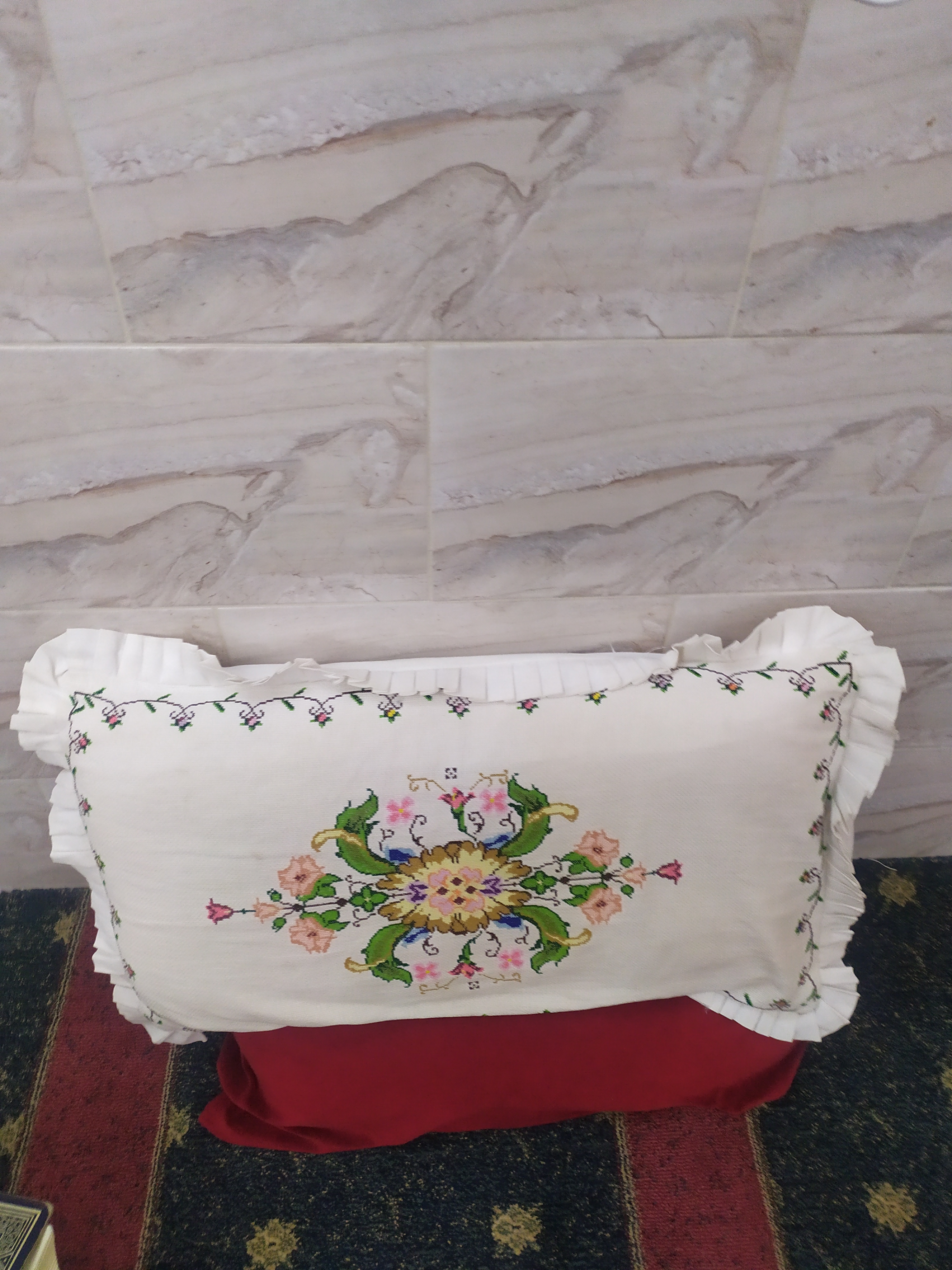
وسادة مطرزة بالحرير
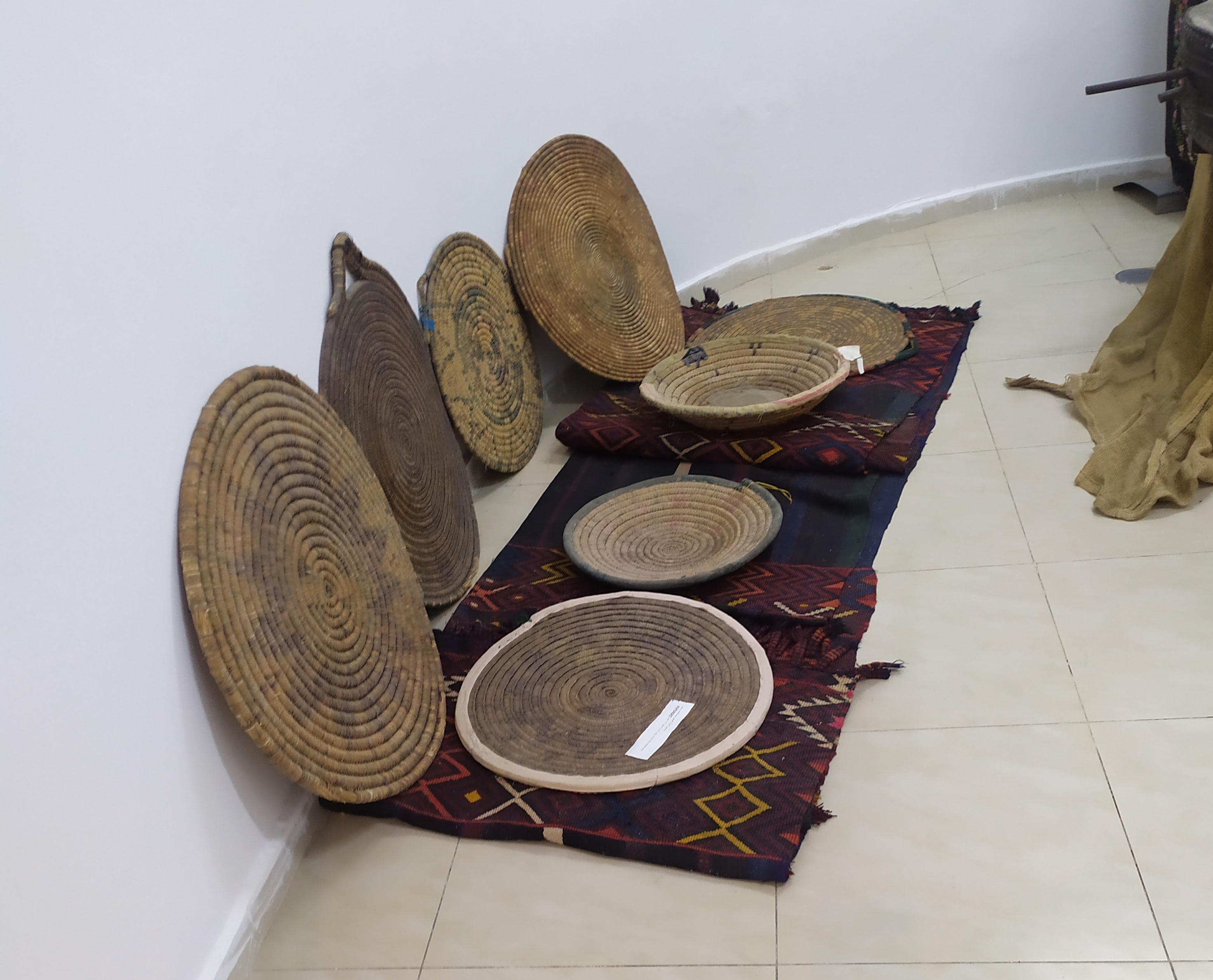
أطباق مصنوعة من القش تستخدم لحفظ الطعام
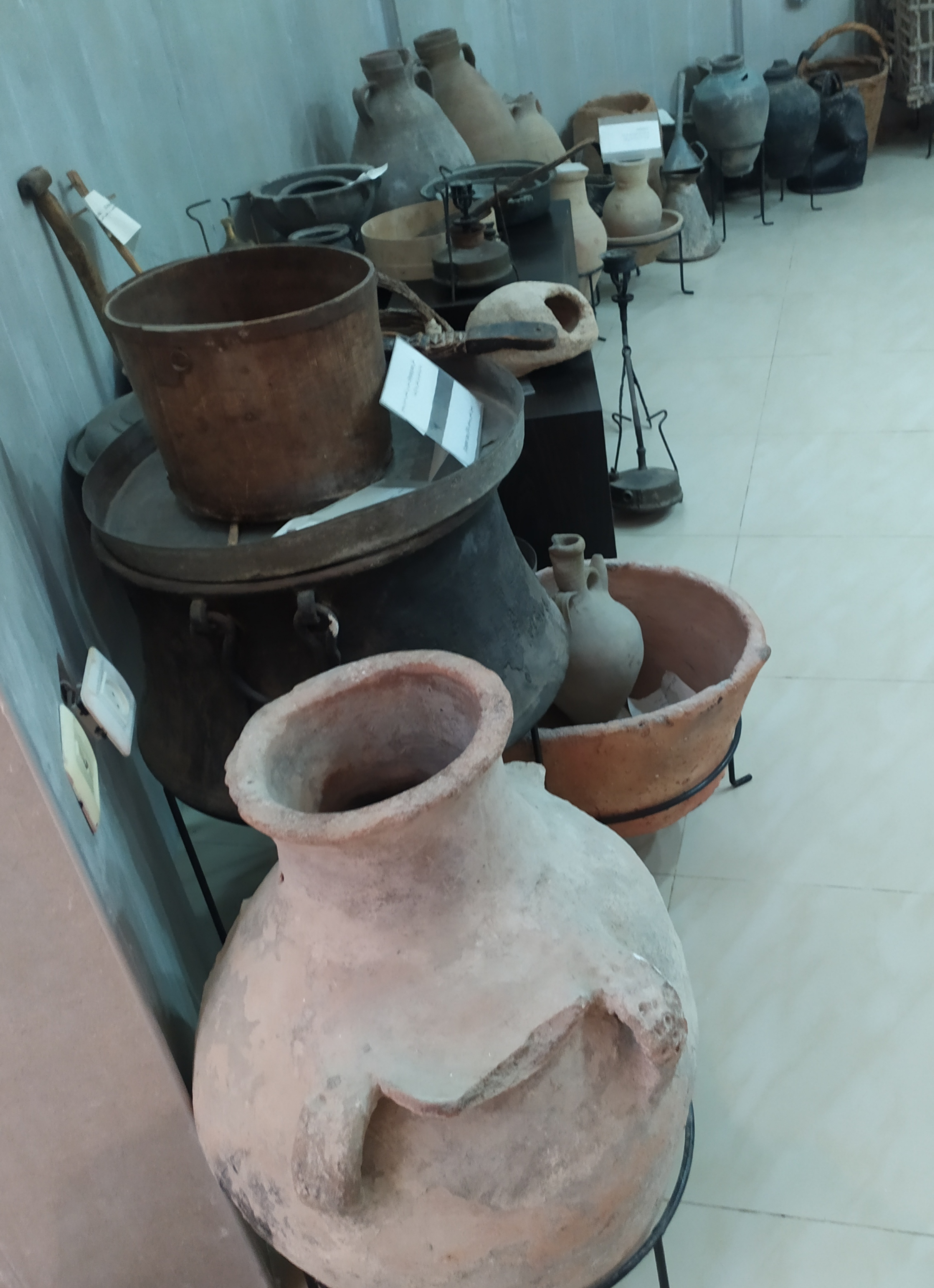
أدوات وأواني استخدمت في فلسطين
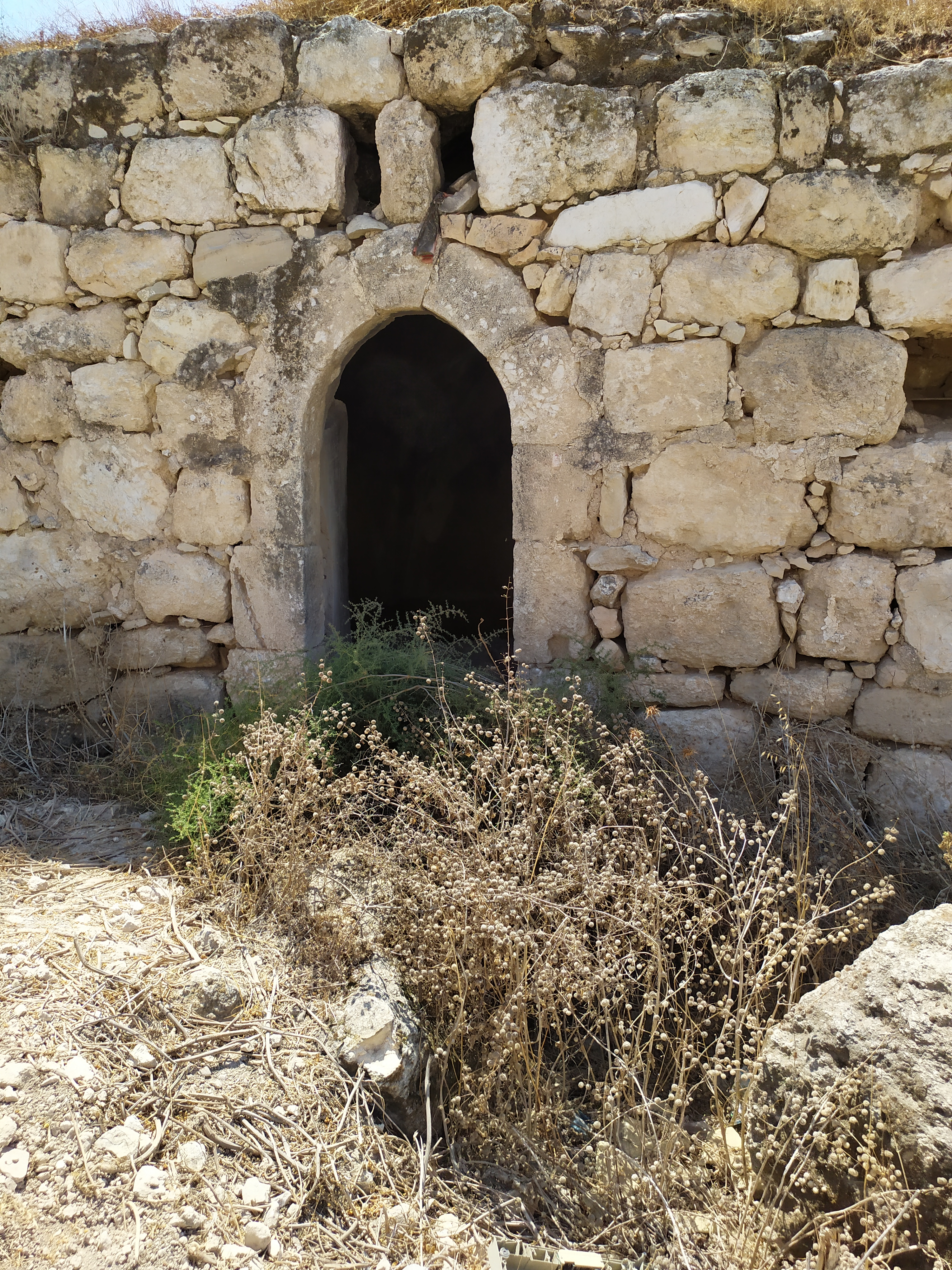
مباني عقود من الحجر
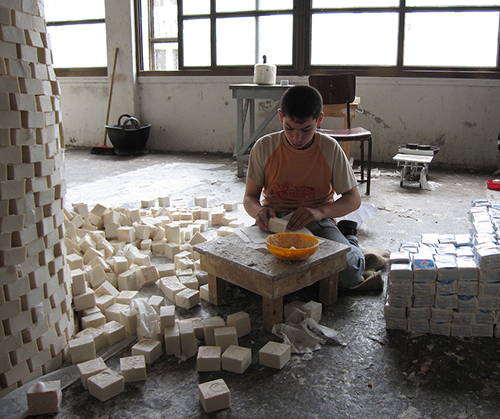
صناعة الصابون النابلسي
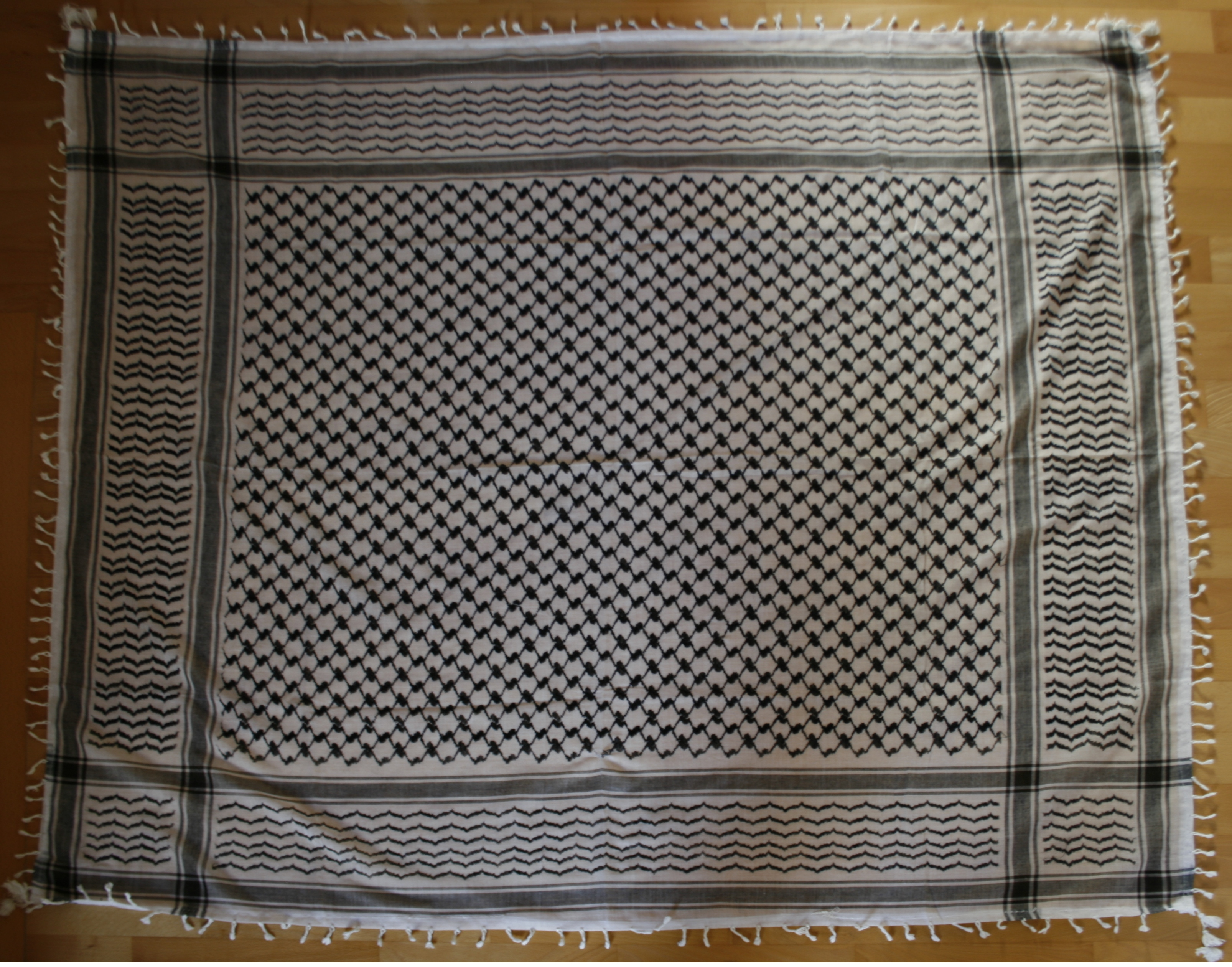
كوفية فلسطينية
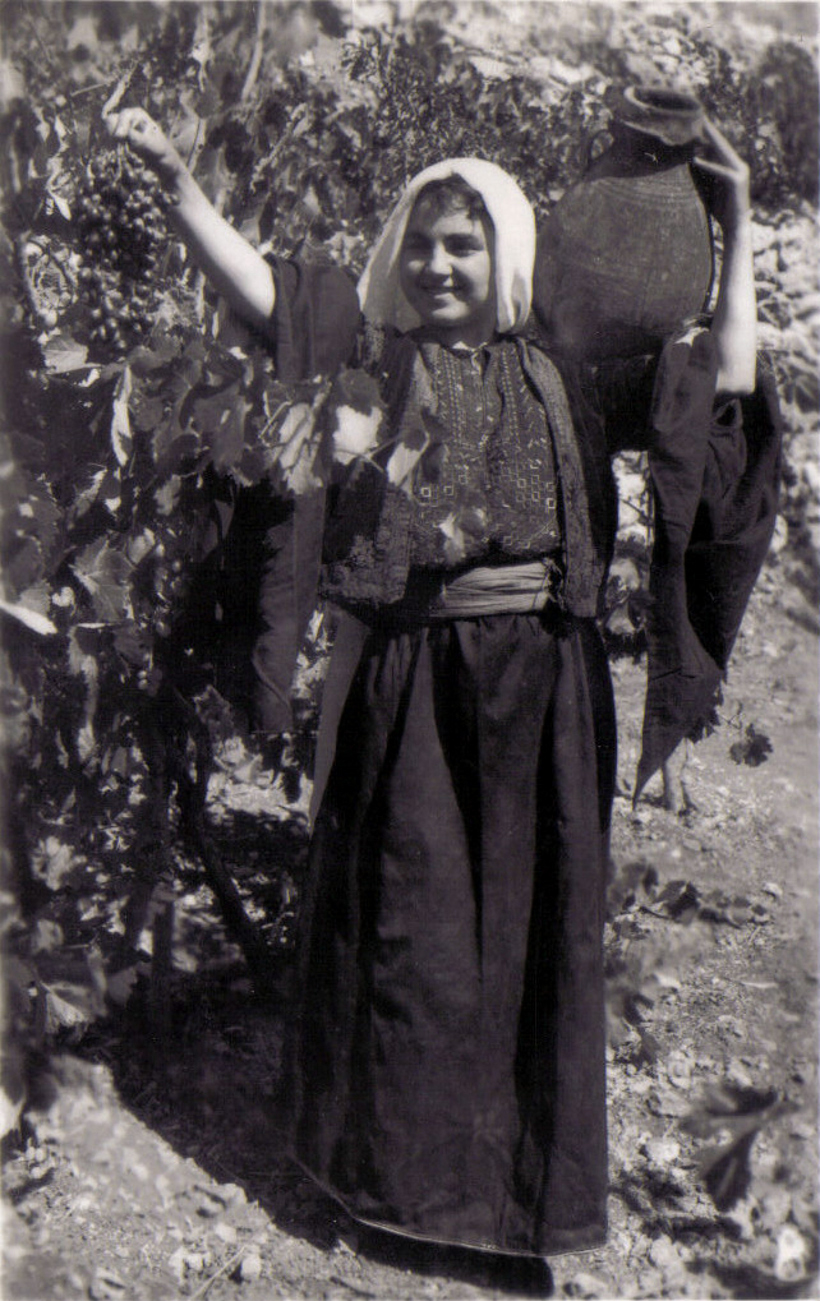
سيدة فلسطينية من الخليل عام 1947